# Melandrya ussuriensis
Melandrya ussuriensis is een keversoort uit de familie zwamspartelkevers (Melandryidae). De wetenschappelijke naam van de soort werd in 1972 gepubliceerd door Nikolay Borisovich Nikitskiy.